# João Gilberto

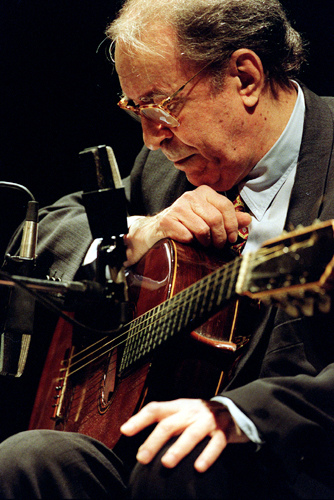
João Gilberto (2006)

João Gilberto (* 10. Juni 1931 als João Gilberto Prado Pereira de Oliveira in Juazeiro, Bahia; † 6. Juli 2019 in Rio de Janeiro) war ein brasilianischer Gitarrist, Sänger und Komponist, der neben Antônio Carlos Jobim als Erfinder der Bossa Nova gilt. Charakteristisch für Gilbertos Stil sind vor allem der leise Gesang und der Rhythmus seines Gitarrenspiels.

## Leben
Aufgewachsen in Juazeiro zeigte João Gilberto schon früh Interesse für Musik. Mit 14 begann er, Gitarre zu spielen, und leitete schon ein Jahr später eine Schülerband, die bei Festen und Hochzeiten in der Region spielte. Als 18-Jähriger übersiedelte er nach Salvador da Bahia, nahm dort an Talentshows der Radiosender teil und wurde 1950 von der Band Garotos da Lua engagiert, die täglich in einem Sender in Rio de Janeiro spielte. Wegen seiner Unzuverlässigkeit – oft kam er verspätet oder überhaupt nicht zu Terminen – wurde ihm ein Jahr später wieder gekündigt. Eine Weile schlug er sich mit Gelegenheitsarbeiten in Rio de Janeiro durch und gab sich ansonsten dem Marihuana hin. Erst als Luís Telles, Leiter der Band Quitandinha Serenaders, ihn nach Porto Alegre brachte und ihn dort unterstützte, um Engagements zu finden, widmete er sich wieder intensiv der Musik. Nach Erfolgen in verschiedenen Nachtclubs zog Gilberto sich für mehrere Monate zurück, lebte bei Verwandten in Minas Gerais und entwickelte dabei schließlich einen neuen Stil des Gitarrespielens aus den Rhythmen der Perkussion des Batucada und des Samba.
Nach seiner Rückkehr nach Rio de Janeiro lernte er den Sänger und Komponisten Antônio Carlos Jobim kennen, spielte mit ihm, und sie nahmen für Gilbertos Debüt-Album (1959) zwei Stücke gemeinsam auf: das richtungsweisende Chega de Saudade (No more Blues), das auch dem Album seinen Titel gab, und Bim-Bom. Weitere Lieder dieser Veröffentlichung, die später zu Standards im Repertoire von Musikern auf der ganzen Welt wurden, waren Desafinado und Samba de uma nota só (One Note Samba). Bis 1961 nahmen Gilberto und Jobim noch zwei weitere gemeinsame Alben auf und schufen aus der Verbindung von Samba Canção und Cool Jazz die Bossa Nova (port. Neue Welle).
1962 reisten Gilberto und weitere Bossa-Nova-Musiker erstmals in die USA. 1963 nahm er in New York City gemeinsam mit Jobim, seiner Frau, der Sängerin Astrud Gilberto, und dem Saxophonisten Stan Getz das Album Getz/Gilberto auf. Das 1964 erschienene Album, nicht zuletzt das darauf enthaltene Stück The Girl from Ipanema, machte die Musiker und die Bossa Nova weltbekannt.
João Gilberto kehrte 1980 nach Brasilien zurück.
Gilbertos Ehe mit Astrud wurde 1964 in New York geschieden, und er heiratete 1965 die Sängerin Miúcha (Heloísa Buarque de Hollanda). Ihre gemeinsame Tochter Isabel „Bebel“ Gilberto (geb. 1966) ist eine international bekannte Sängerin geworden. Später heiratete er die Journalistin Claudia Faissol, mit der er eine weitere Tochter hat.
Seit 2017 war Gilberto Gegenstand eines unter medialer Berichterstattung ausgetragenen Familienstreits zwischen seinen ältesten Kindern Bebel und João Marcelo sowie seiner letzten Ehefrau Faissol. Demnach lebte Gilberto vereinsamt und hoch verschuldet sowie psychisch und körperlich stark angeschlagen. Er starb im Juli 2019 im Alter von 88 Jahren in seinem Haus in Rio de Janeiro.

## Auszeichnungen
Bei der Grammy-Verleihung 1965 bekam das Album Getz/Gilberto den Album des Jahres-Award. Die Single The Girl from Ipanema bekam in der gleichen Verleihung den Single des Jahres-Award, wobei die Version, die das amerikanische Publikum kannte, ohne Joãos Gesang war.

## Diskografie
- 1959: Chega de Saudade (Odeon)
- 1960: O Amor, o Sorriso e a Flor (Odeon)
- 1961: João Gilberto (Odeon)
- 1962: The Boss of the Bossa Nova (Atlantic)
- 1963: The Warm World of João Gilberto (Atlantic)
- 1964: Getz/Gilberto (Verve, US: Gold, UK: Silber)
- 1965: Herbie Mann & João Gilberto (Atlantic)
- 1973: João Gilberto (Polydor)
- 1974: João Gilberto en Mexico (PolyGram)
- 1976: Best of Two Worlds (Columbia)
- 1977: Amoroso (Warner Brothers)
- 1981: Brasil (Warner Brothers)
- 1986: João Gilberto Live in Montreux (WEA)
- 1991: João (PolyGram)
- 2000: João Voz e Violão (Universal)
- 2002: Live at Umbria Jazz (Egea)
- 2004: João Gilberto in Tokyo (Verve)
- 2007: João Gilberto for Tokyo (Japan Universal)
- 2015: Um encontro no Au bon gourmet (Doxy)
- 2015: Selections from Getz/Gilberto ’76 (Resonance)
- 2016: Getz/Gilberto 76 (Resonance)

## Auszeichnungen für Musikverkäufe
| Silberne Schallplatte - Vereinigtes Königreich - 2024: für die Single The Girl from Ipanema Goldene Schallplatte - Italien - 2023: für die Single The Girl from Ipanema - Spanien - 2024: für die Single The Girl from Ipanema |

Anmerkung: Auszeichnungen in Ländern aus den Charttabellen bzw. Chartboxen sind in ebendiesen zu finden.
| Land/RegionAuszeichnungen für Musikverkäufe (Land/Region, Auszeichnungen, Verkäufe, Quellen) | Silber     | Gold     | Platin | Verkäufe | Quellen             |
| -------------------------------------------------------------------------------------------- | ---------- | -------- | ------ | -------- | ------------------- |
| Italien (FIMI)                                                                               | —          | Gold1    | —      | 50.000   | fimi.it             |
| Spanien (Promusicae)                                                                         | —          | Gold1    | —      | 30.000   | elportaldemusica.es |
| Vereinigte Staaten (RIAA)                                                                    | —          | Gold1    | —      | 500.000  | riaa.com            |
| Vereinigtes Königreich (BPI)                                                                 | 2× Silber2 | —        | —      | 260.000  | bpi.co.uk           |
| Insgesamt                                                                                    | 2× Silber2 | 3× Gold3 | —      |          |                     |

## Dokumentarfilm
- Georges Gachot: Wo bist du, João Gilberto? Schweiz/Deutschland/Frankreich April 2018, 107 Min., Originalsprache: Deutsch.[5]